# Corporation municipale
Une corporation municipale est la définition juridique d'une forme de gouvernement d'administration territoriale courante, notamment au Canada, aux États-Unis et en Inde, qui constitue une personne morale. Au Québec, l'expression recommandée est d'ailleurs désormais celle de « personne morale de droit public ».  
L'appellation « corporation municipale » est utilisée par des villes, des comtés, des boroughs ou des arrondissements. Une corporation municipale a lieu lorsque l'administration locale devient une entité administrative autogouvernée et habilitée à recouvrer des impôts. La qualité de municipalité est souvent accompagnée de l'octroi d'une charte municipale, généralement après un référendum auprès de la population concernée. 
En Inde, une corporation municipale (en hindi नगर निगम, nagar nigam) est le nom donné à l'administration des villes les plus importantes (plus d'un million d'habitants).